# Штурманська рубка

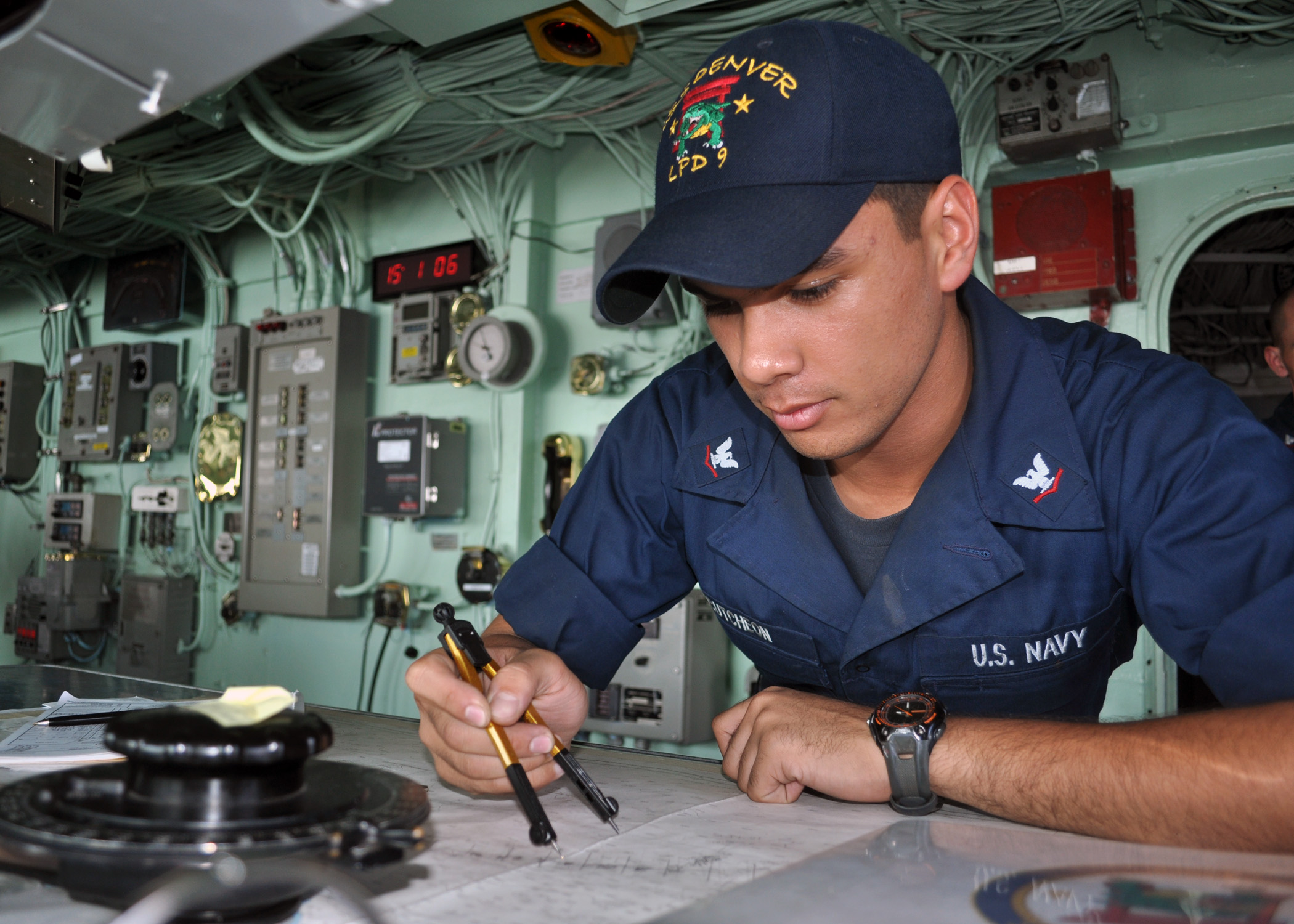
Штурманська рубка військового корабля

Шту́рманська ру́бка (англ. chart house, chart room) — приміщення на судні (не обов'язково в рубці), у якому розташовується вахтовий пост штурмана.

## Оснащення
У штурманській рубці зберігаються морські навігаційні карти, встановлені прилади, що використовуються при визначенні місцезнаходження судна:
- гідролокатор — для вимірювання глибини під днищем судна;
- радіопеленгатор — для пеленгування нерухомих або рухомих передавачів при визначенні місцезнаходження судна або напрямку його руху;
- система GPS-навігації з навігаційним комп'ютером, плотером та електронними мапами;
- вторинний компас (керований від головного гірокомпаса) — для визначення курсу;
- хронометр, що використовується для визначення довготи, яка обчислюється за різницею між місцевим часом астрономічної події (наприклад, сходу або заходу Сонця) і часом тієї ж події на довготі однієї з обсерваторій, географічні координати якої відомі;
- секстанти для спостереження за небесними тілами при астрономічному методі визначення місцезнаходження судна.

Також у штурманській рубці встановлюються засоби радіозв'язку, приймач морських повідомлень міжнародної автоматизованої системи оповіщення NAVTEX, барометр, зберігаються папка з розрахунками боротьби за живучість судна, лоції, Морський астрономічний щорічник та інші довідкові матеріали.
На сучасних великих суднах зазвичай штурманська рубка об'єднана зі стерновою рубкою (англ. wheelhouse) в одному приміщенні, що має назву ходова рубка (англ. pilothouse).